# Las novias de Travolta (serie de televisión)
Las Novias de Travolta es una serie de televisión uruguaya transmitida por Teledoce en 2009, se trata de una adaptación televisiva de la obra teatral de Andrés Tulipano "Las Novias de Travolta". Está protagonizada por Alejandra Wolff, Jenny Galván, Roxana Blanco, Andrea Davidovics y producida por Punto Alto.

## Argumento
Se trata de la vida de cuatro amigas de mediana edad Cris, Estela, Gabriela y Lucía, que comparten sus vivencias y sentimientos. Estas cuatro amigas llevan vidas muy distintas y profesiones diversas. Comparten las experiencias de sus vidas, hijos, matrimonio, hombres, sexo, y tratan el tema del pasaje de los años.

## Personajes
Cris (Alejandra Wolff) es una médica, dedicada a su trabajo, que estudió medicina para complacer a sus padres. Estuvo casada con un médico, pero aburrida del matrimonio se divorció hace poco más de diez años. Al comienzo de la serie tiene un romance con un chico mucho menor que ella, pero luego se encuentra con un amigo de la infancia, Martín (Fernando Dianesi), quien siempre estuvo enamorado de ella, y después de 35 años sin verla aún mantiene esos sentimientos. Cris y Martín comienzan una relación.
Estela (Jenny Galván) es una mujer muy clásica y conservadora. Trabaja en un local de antigüedades que heredó de su padre. Está casada desde muy joven con Ricardo (Emilio Pigot), un periodista deportivo totalmente obsesionado con el fútbol, con quien tiene una hija de 5 años, Sofía. Estela aburrida de la rutina, y del poco interés de Ricardo por el matrimonio, intenta de todo para atraer la atención de su marido, sin éxito. Entonces decide hacer cosas nuevas, va a aprender a bailar tango hasta hace un desnudo para un cartel publicitario.
Gabriela (Roxana Blanco) es ejecutiva de cuentas en una agencia de publicidad, tiene 43 años y es divorciada. Su ex, Jorge (Gonzalo Queiroz) es periodista y profesor de periodismo en una universidad privada, está en pareja con una exalumna veinte años menor. Gaby vive con su madre y su hijo, Diego, un adolescente de 16 años. Tiene que lidiar con sus problemas personales, la adolescencia de su hijo y hasta los problemas de Jorge con su pareja.
Lucía (Andrea Davidovics) es fotógrafa ambientalista. Se fue del país siendo muy joven junto con sus padres a Estocolmo. Se ha divorciado dos veces, pero ahora es lesbiana y tiene una novia sueca llamada Liv. Después de 30 años; Lucía vuelve a Uruguay y se reencuentra con sus amigas de toda la vida. Poco después llega Liv, y juntas planean formar una familia.

## Elenco
| Actor/Actriz      | Personaje |
| ----------------- | --------- |
| Alejandra Wolff   | Cris      |
| Jenny Galván      | Estela    |
| Roxana Blanco     | Gabriela  |
| Andrea Davidovics | Lucía     |
| Fernando Dianesi  | Martín    |
| Emilio Pigot      | Ricardo   |
| Gonzalo Queiroz   | Jorge     |